# Macadam Bumper
Macadam Bumper is een computerspel dat werd ontwikkeld door ERE Informatique en uitgegeven door Personal Software Services. Het spel werd uitgebracht in 1985 voor verschillende homecomputers. Het spel is een simulatie van een flipperkast. De bedoeling van het spel is een zo hoog mogelijke score te halen. Bovenin in het spel zitten ook flippers waarmee het spel hoog in het spel gebracht kan worden.
Het spel kan tot vier spelers gespeeld worden, waarbij elke speler vijf ballen krijgt.

## Platforms
| Jaar | Platform                                          |
| ---- | ------------------------------------------------- |
| 1985 | Amstrad CPC, Commodore 64, MSX, Oric, ZX Spectrum |
| 1986 | Atari ST                                          |
| 1987 | DOS                                               |
| 1989 | Thomson TO                                        |

## Ontvangst
| Beoordeeld door | Platform     | Datum         | Score |
| --------------- | ------------ | ------------- | ----- |
| Your Spectrum   | ZX Spectrum  | november 1985 | 90%   |
| Génération 4    | Atari ST     | 1987          | 85%   |
| Tilt            | ZX Spectrum  | juli 1985     | 83%   |
| Tilt            | Amstrad CPC  | juli 1985     | 83%   |
| Sinclair User   | ZX Spectrum  | november 1985 | 80%   |
| Amtix!          | Amstrad CPC  | november 1985 | 78%   |
| Zzap!           | Commodore 64 | december 1990 | 26%   |